# Dólar de Quiribáti

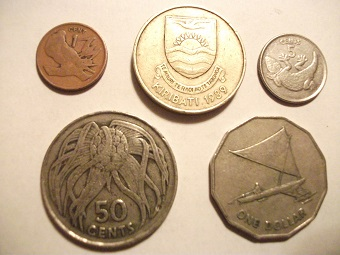
Moedas de Quiribáti

O dólar de Quiribáti, de Quiribati, de Kiribati, quiribatiano ou kiribatiano é a moeda oficial da República de Quiribáti. Não é uma moeda independente, e está indexada à taxa 1:1 ao dólar australiano. Foram impressas e estão em curso legal dólares de Quiribáti desde 1979, e circulam juntamente com moedas e notas de dólar australiano.
Estas moedas, apesar de terem o mesmo valor que o dólar da Austrália, circulam com menor frequência que a moeda anteriormente mencionada.

## Moedas
As moedas foram introduzidas em 1979 com os valores de 1, 2, 5, 10, 20 e 50 centavos e de 1 dólar. À exceção dos 50 centavos e 1 dólar, as moedas são do mesmo tamanho que as moedas australianas correspondentes. A moeda de 50 centavos é menor e redonda, enquanto a de 1 dólar é maior e tem forma de dodecágono.